# Song Min-jae
Song Ming-jae (hangul: 성민재; Busan, 18 de diciembre de 1994) es una cantante surcoreana, conocida por ser miembro del grupo femenino surcoreano Sonamoo.

## Filmografía

### Programas de TV
- 1 vs 100 (21.07.2015, junto con Sumin)
- Moon Hee Jun is Pure 15+ (14.01.2015, junto con Sumin)